# 孙星衍
孙星衍（1753年—1818年），字伯渊，一字渊如，号季述。江蘇陽湖縣（今屬江苏省常州市）人，祖籍安徽濠州，清代经史学家，考据学者，金石学家。

## 生平
自幼家貧，無力購書。乾隆十八年癸酉（1753年）九月二日出生。十九歲時與王采薇成婚。乾隆四十一年，王氏因病過世，孫星衍進入畢沅府中作幕客。乾隆五十二年（1787年）一甲第二名進士（榜眼），授翰林院編修，充三通館校理。乾隆五十四年（1789年）散館，試厲志賦，用《史記》「如畏」典故，大學士和珅疑為別字，置為三等，改部屬用。官刑部主事，為法寬恕，深得大學士阿桂、尚書胡季堂器重。洊升郎中。
乾隆六十年（1795年），授山東兗沂曹濟道。嘉慶元年（1796年）七月，曹南水漫灘潰，在單縣決口，孫星衍與按察使康基田率人奮戰抵禦五晝夜，未釀成大禍。不久，權按察使。嘉慶四年（1799年），丁母憂歸里，浙江巡撫阮元聘其為詁經精舍主講。服闋入都，仍發往山東。嘉慶十年（1805年），補山東督糧道。在山東其間，進行大量古籍考據整理工作。嘉慶十二年（1807年），代理布政使。嘉慶十六年（1811年），稱病歸返。嘉庆十九年（1814）七月，受扬州盐政阿克當阿聘请，至扬州参校《全唐文》。嘉庆二十年（1815年），撰成《尚书今古文注疏》。晚年任钟山书院山長。嘉慶二十三年（1818年）卒。《清史稿》有傳。

## 成就

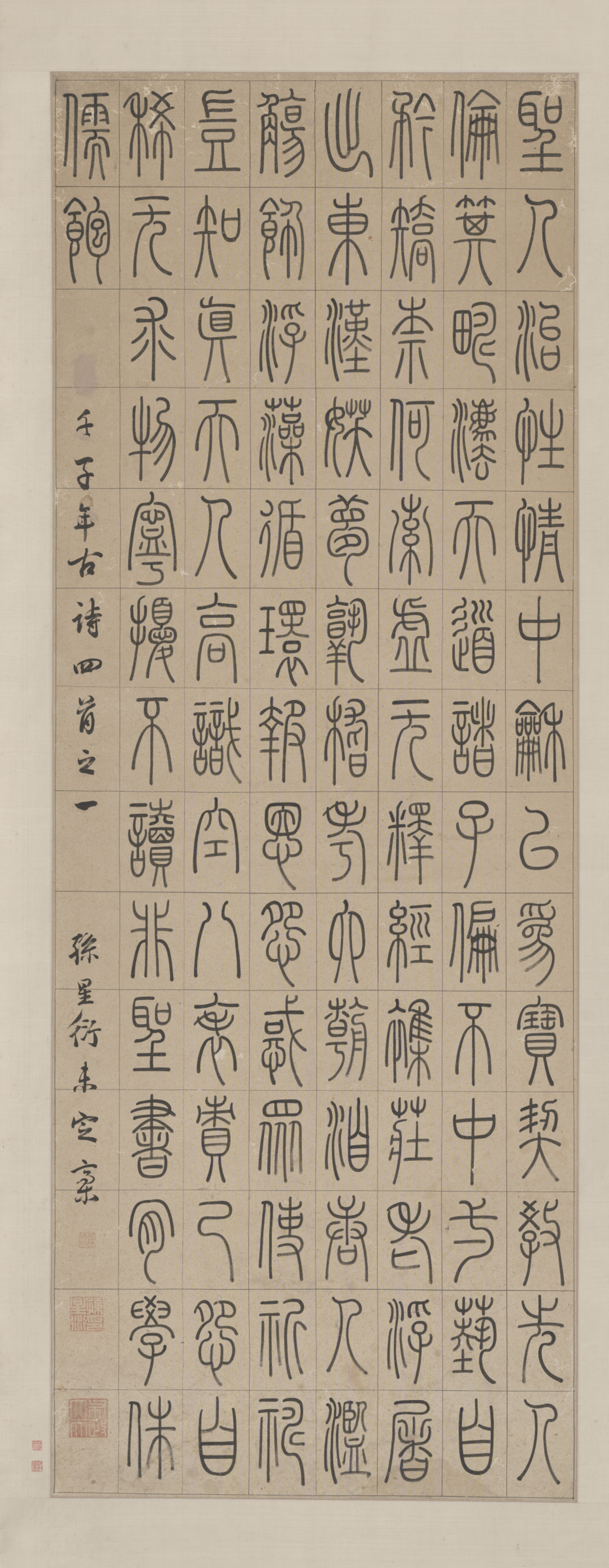
孙星衍篆书（北京故宫博物院藏）

初以文学著称，与洪亮吉、黄景仁齐名，后专事经史文字音韵训诂之学，兼及诸子百家，工于篆隶。对经学、史学、金石碑版、天文、地理诸领域皆造诣颇深。曾主持诂经精舍、钟山书院讲习。皮锡瑞說：“治《尚书》当先看孙星衍《尚书古今文注疏》”。

## 著述
著有《平津馆读碑记》、《平津馆丛书》、《孙渊如全集》、《孔子集语》、《孫子集註》、《尚书今古文注疏》、《祠堂書目》等。

## 延伸阅读
[在维基数据编辑]
 《清史稿/卷481》，出自趙爾巽《清史稿》
 在维基共享资源阅览影像

## 外部連結
- 孫星衍[] 中研院史語所